# Megastylus aethiopicus
Megastylus aethiopicus är en stekelart som beskrevs av Pierre L. G. Benoit 1955. Megastylus aethiopicus ingår i släktet Megastylus och familjen brokparasitsteklar. Inga underarter finns listade i Catalogue of Life.